# Kotkajärvi (sjö i Tavastehus, Egentliga Tavastland)
Kotkajärvi är en sjö i kommunen Tavastehus i landskapet Egentliga Tavastland i Finland. Sjön ligger 120,9 meter över havet. Arean är 2,84 kvadratkilometer och strandlinjen är 17,8 kilometer lång. Sjön  ingår i Kumo älvs huvudavrinningsområde.   Den ligger omkring 23 km väster om Tavastehus och omkring 100 km nordväst om Helsingfors. 
I sjön finns öarna Ulajansaari, Keinusaari, Pukkisaari, Jauhosaari och Lorttisaari. 